# Supercoupe d'Espagne de football 2003
Navigation
Supercoupe d'Espagne 2002 Supercoupe d'Espagne 2004
La Supercoupe d'Espagne 2003 (en espagnol : Supercopa de España 2003) est la dix-huitième édition de la Supercoupe d'Espagne, épreuve qui oppose le champion d'Espagne au vainqueur de la Coupe du Roi. Disputée en match aller-retour les 24 août 2003 et 27 août 2003, l'épreuve est remportée par le Real Madrid aux dépens du RCD Majorque sur le score cumulé de 4 à 2.
Il s'agit du septième titre du Real Madrid dans cette compétition. 

## Compétition
| Vainqueur Coupe | Aller | Score | Retour | Champion en titre |
| --------------- | ----- | ----- | ------ | ----------------- |
| RCD Majorque    | 2 - 1 | 2 - 4 | 0 - 3  | Real Madrid       |